# مراقب برای زوزو
مراقب برای زوزو (انگلیسی: Watch Out for ZouZou) یک فیلم به کارگردانی حسن الامام است که در سال ۱۹۷۲ منتشر شد. از بازیگران آن می‌توان به سعاد حسنی، تحیه کاریوکا، و سمیر غانم اشاره کرد.